# Gang des masques de nylon
Le gang des masques de nylon est un duo de braqueurs, d'origine hongroise, principalement actif dans la Marne, au début de l'année 1966.

## Activité

### Dans la Marne
En février 1966, à Louvois, un braqueur menace avec son arme un couple de viticulteurs et les forcent à ouvrir un coffre fort. Il dérobe les 3 600 francs qu'il contient.
Le 30 mars, vers 2 heures du matin, à Épernay, deux individus armés de revolvers brutalisent, à son domicile, Lucien T, ancien négociant en champagne et âgés de 87 ans,. Ce dernier refusant d'ouvrir un coffre fort. Il finit par se résigner et les deux gangsters en volent le contenu, soit, 20 000 francs. René T, lui, livre sans résistance le contenu d'un autre coffre renfermant la paie du personnel et s’élevant à 40 000 francs. Les gangsters volent aussi les bijoux de son épouse.
En avril, de nouveau à Louvois, le même couple de viticulteur se fait de nouveau braquer — toujours par un seul individu — les 800 francs contenus dans leur coffre. Le braqueur s’enfuit après les avoir ligotés.
Le 22 avril, vers 2 h 30 du matin, à Fère-Champenoise, deux gangsters braquent le coffre de la perception, qui contient 9 000 francs. Ils ligotent ensuite le percepteur qui n'a pas opposé la moindre résistance.
Le 27 avril, vers 1 h 30 du matin, à Fismes, deux gangsters braquent le directeur de la caisse du Crédit agricole,. Ils parviennent à voler 50 000 francs ainsi qu'un revolver de calibre 7,65 du fabricant MAB, contenus dans deux coffres distincts, puis ligotent le couple et leurs deux enfants. La même nuit, à Bazancourt, vers 3 heures du matin, ils cambriolent le domicile d'un notaire, et volent les 3 000 francs que contient leur coffre. Toutefois, ils ne prennent pas le temps de ligoter le couple.

### Dans le reste de la France
Le 28 avril, à Stainville, dans le département de la Meuse, vers 3 heures du matin, ils braquent un autre notaire et lui dérobent 8 000 francs.
D'autres effractions seront recensées dans les Ardennes. À Vouziers, à Sault-lès-Rethel, ou ils dérobent 10 000 francs, chez des marchands de bestiaux, ou encore, à Poix-Terron, où ils braquent la Papeterie des Ardennes et empochent 20 000 francs. On retrouvera aussi leurs traces dans les Vosges, en Auvergne, ainsi que dans le Lyonnais.
Fin avril 1966, leur butin est estimé à environ 12 millions d'anciens francs,.
| Louvois Épernay Fère-Champenoise Fismes Bazancourt Stainville Sault-lès-Rethel Poix-Terron Vouziers |

## Enquête

Les bas en nylon sont largement utilisés par diverses associations de malfaiteurs, notamment par le gang des postiches.Bas nylon observé au microscope électronique à balayage. Museo delle Scienze, Trente.

### Prémices
Les casses jouissent d'une forte médiatisation, d'abord dans le quotidien régional L'Union, puis, à un niveau national. Tous les témoignages de victimes recueillis décrivent les agresseurs de la même façon. Un « grand » et un « petit gros » — hormis à Louvois, où un seul individu était présent —, masqués de bas en nylon,, et avec un fort accent, probablement slave.
Un insigne, perdu à Épernay, est reproduit dans les journaux. Il est en métal jaune, mesure un centimètre de diamètre, et représente un cavalier.
La SRPJ de Nancy ainsi que la Brigade nationale de recherche criminelle se rendent à une réunion à Reims, afin d'épauler la police locale. En France comme en Suisse, de nombreux individus originaires d'Europe centrale ainsi que d'Europe de l'Est sont contrôlés.

### Rebondissement

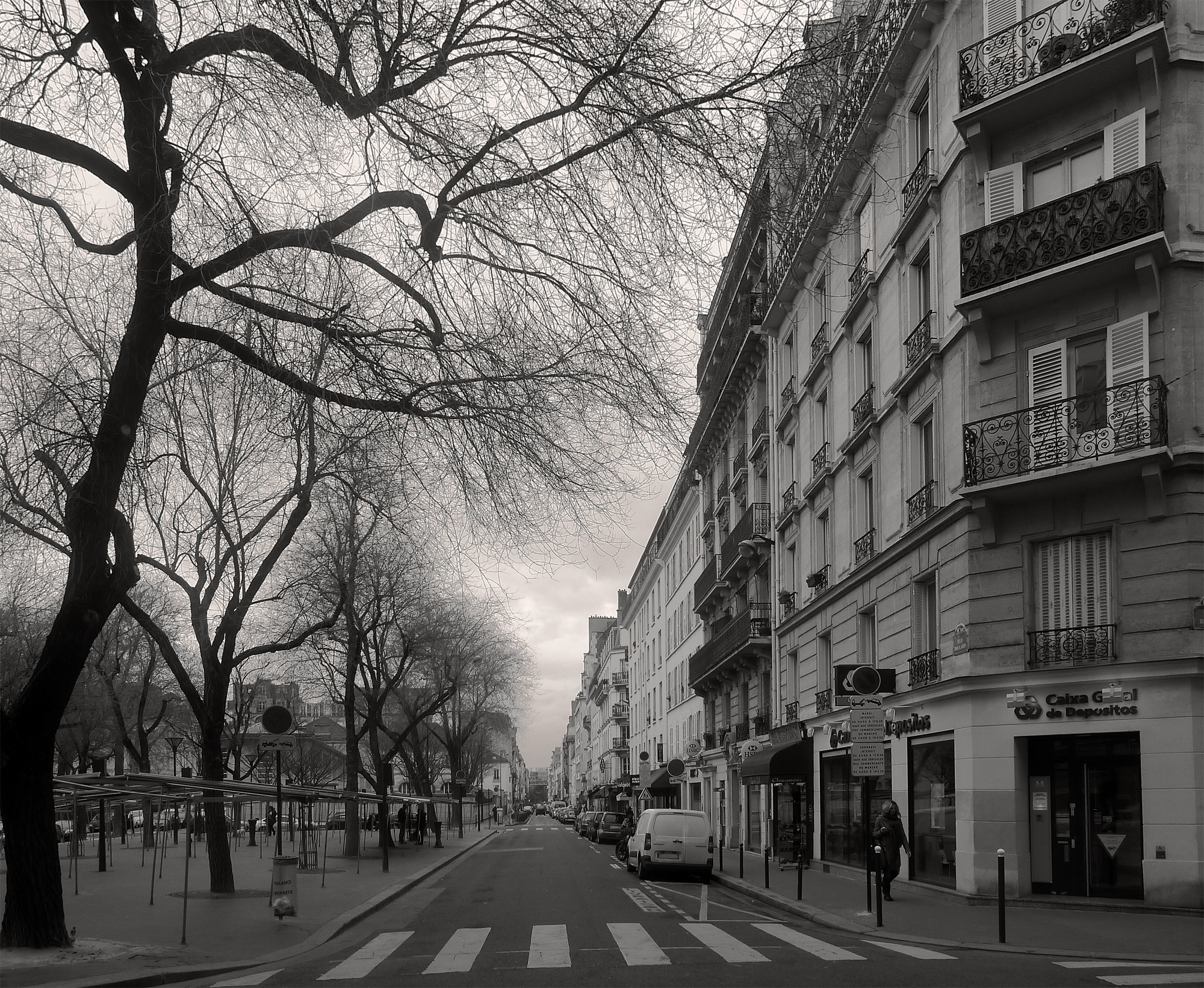
Rue Saillard, dans le 14e arrondissement de Paris.

Le 28 avril 1966, à 8 h 30, rue Saillard dans le 14e arrondissement de Paris, une DS 21 percute accidentellement une autre voiture. Le chauffeur sort alors du véhicule, discute avec l'autre conducteur et tous deux échangent leur identité. Apercevant un policier s’approcher d'eux, le conducteur de la DS prend la fuite à pied. Le policier intrigué fouille le véhicule et trouve un pistolet de calibre 7,65 sur l'un des sièges.

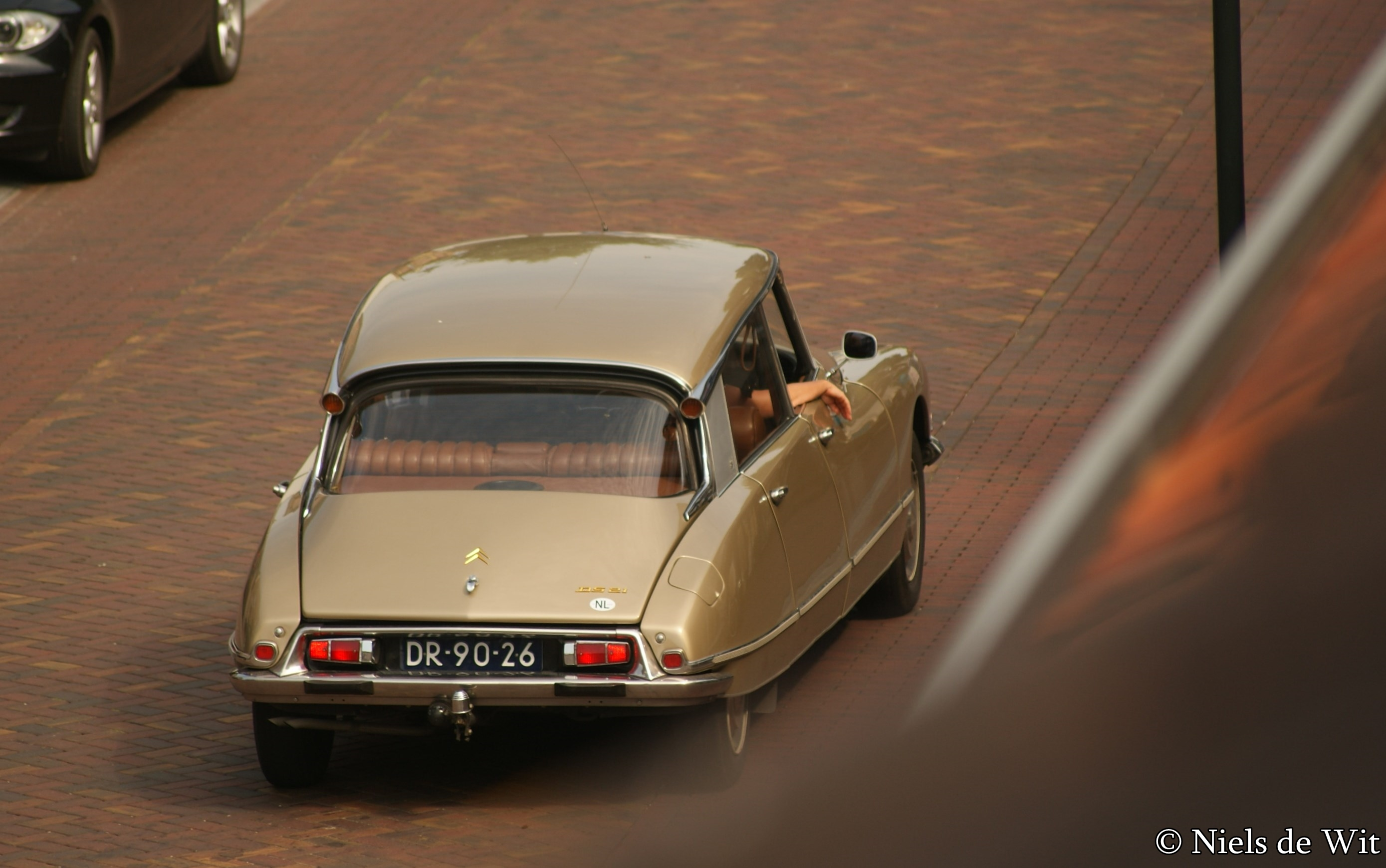
DS 1921.

La voiture est embarquée par la 9e brigade territoriale, qui découvre qu'il s'agit d'un véhicule volé et que son propriétaire réside à Épernay. Le véhicule contient divers déchets alimentaires, un réchaud gaz, plusieurs bouteilles de vin, des paquets de cigarettes, de la ficelle, ainsi que du paprika... épice répandue, en partie, dans la cuisine d’Europe centrale, autre élément qui oriente la brigade vers la piste du duo de braqueurs. Ils préviennent alors la SRPJ de Reims.

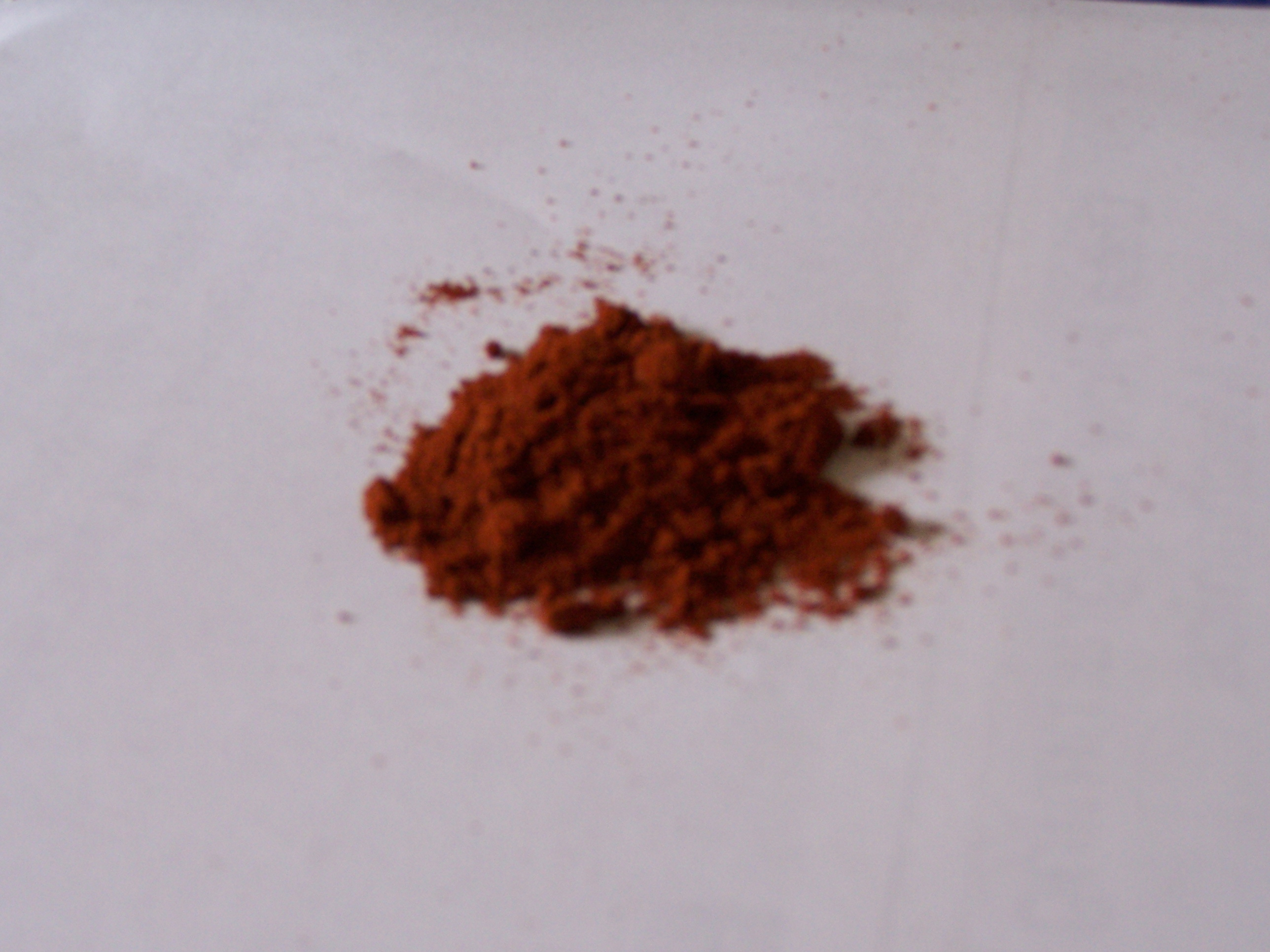
Du paprika, présent en grande quantité dans le véhicule du fugitif, aiguillera en partie la police parisienne.

En inspectant le véhicule, la police rémoise constate que plusieurs morceaux de ficelles retrouvés à l’intérieur sont les mêmes que ceux qui ont servi à ligoter les victimes. Les policiers reconstituent une facture déchirée qu'ils y ont retrouvée. C'est une facture pour un téléviseur. Ils interrogent alors le commerçant qu'ils ont pu identifier.

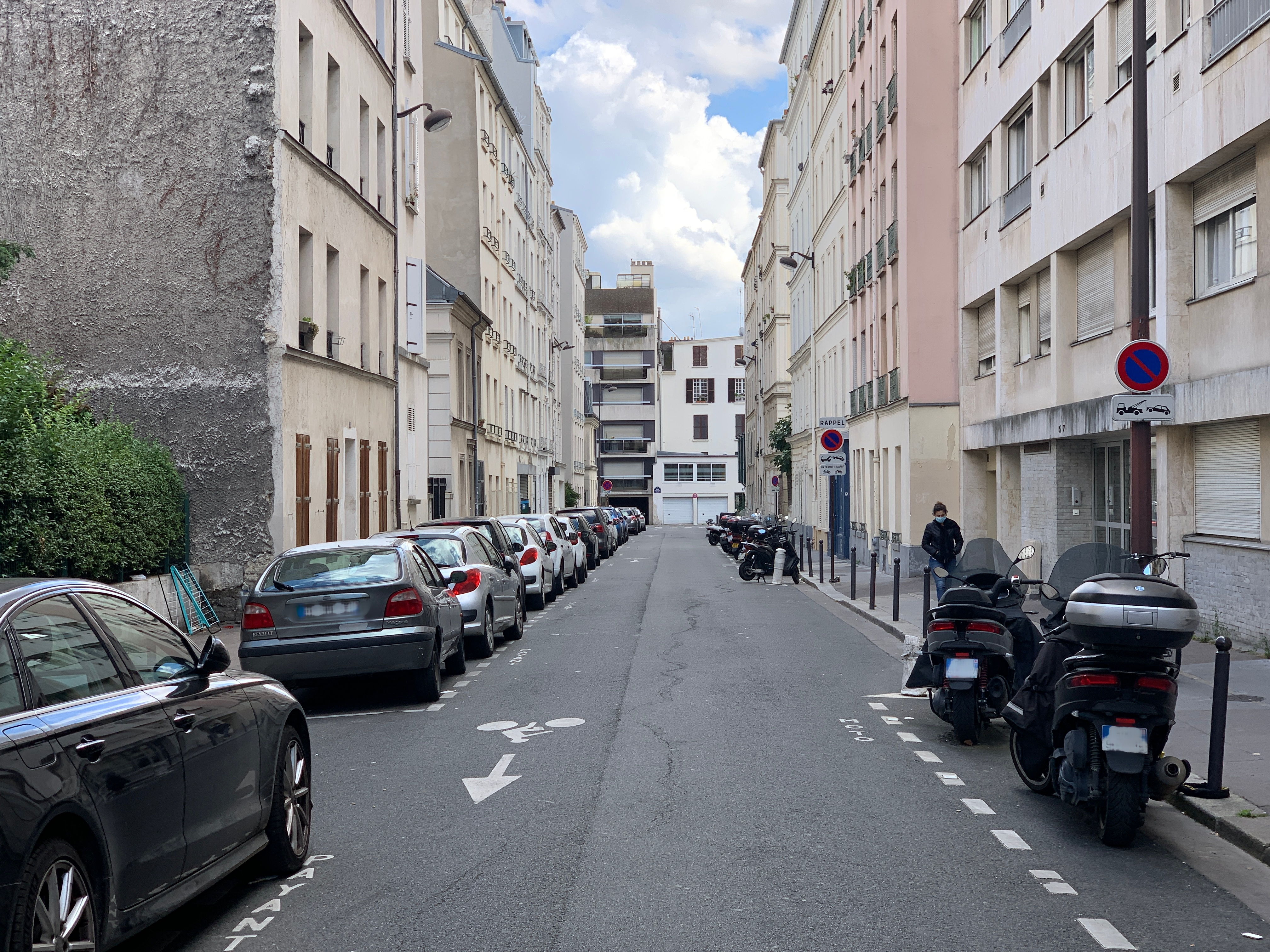
Rue Cels, dans le 14e arrondissement de Paris.

Le vendeur renseigne qu'il a vendu le téléviseur à une certaine Kathalina K, qui réside Boulevard de l'Hôpital. Après enquête, la police découvre qu'elle est d'origine hongroise et que le bail fut signé par un homme avec un fort accent slave. Interrogée, Kathalina dit qu'il s'agit d'un certain monsieur K, domicilié au 12 rue Cels, et qu'il lui offre souvent de l'argent et lui fait de nombreux cadeaux.
Arrivée rue Cels, la police encercle l'appartement. Le commissaire ainsi que deux officiers frappent plusieurs fois à la porte, mais sans réponse. Quand soudain, un homme surgit de l'appartement et commence à frapper les policiers, d'abord à main nue, puis, à l'aide d'une chaise. Il est vite maitrisé, menotté et fouillé. Il s’exclame ; « Eh bien, oui, c'est moi ! ». L'individu est conduit au siège de la brigade territoriale.

## Procès et peines
Monsieur K, qui se nomme en réalité Ferenc E, d'origine hongroise, reconnait la quasi-totalité des braquages qui lui sont imputés,; hormis celui d’Épernay, qui causera la mort de Lucien T, quelques jours plus tard, qu'il réfute totalement. Il explique avoir commis tous ces casses afin d’offrir des cadeaux à Kathalina,.
L'affaire est confiée au juge Alain Terrail. Ferenc déclare lui-même « [...] je mérite la mort. [...] Je ferai la justice moi-même,. Je ne veux pas d'avocat. [...] ». Il demande seulement une protection pour Kathalina, craignant que son complice ne s'en prenne à elle. Cette dernière déclarera ignorer totalement les activités criminelles de celui qu'elle connaissait sous le nom de monsieur K.

À la recherche du complice de Ferenc, la police rémoise porte ses soupçons sur un dénommé Janos C, âgé de 41 ans, lui aussi d'origine hongroise, et déjà connu des autorités. Un appel à témoin est lancé. En mai 1966, à Paris, Janos C se présente au cabinet de Maitre Chanson et avoue être le complice de Ferenc E. Sur conseil du magistrat, il se livre à Alain Terrail, le 19 juillet. Ferenc E s'étant suicidé, entre-temps, il purge, seul, douze ans de réclusion criminelle,.

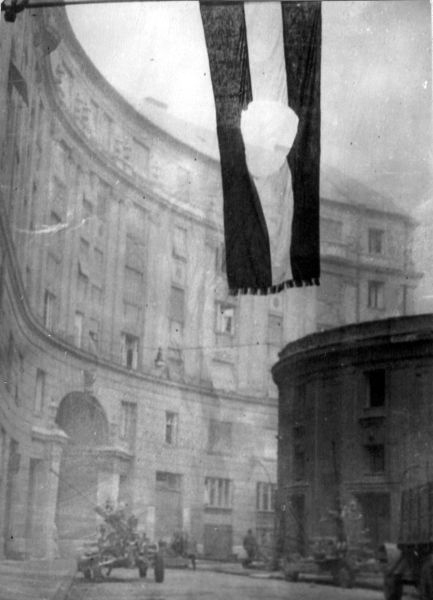
Insurrection de Budapest, en 1956.

## Membres
Ferenc E est né a Budapest, capitale du Royaume de Hongrie, le 3 décembre 1932. À l'automne 1956, il participe à l’insurrection de Budapest. Suite à l’écrasement du mouvement par l'Armée rouge, il s’exile en France. Il est arrêté pour le vol d'une bicyclette en 1958, puis en 1965 pour vol qualifié. Il purge sa peine au centre pénitentiaire de Marseille. En 1966, après l’échec d'une première tentative de suicide, il réussit à mettre fin à ses jours dans sa cellule,.
Janos C nait en Hongrie, vers 1925. Il a un passif criminel important, notamment plusieurs hold-up et agressions. En 1966, il est condamné à douze ans de réclusion criminelle,.